# Кочерга Вадим Анатолійович
Вади́м Анато́лійович Кочерга́ — капітан Збройних сил України, історик, учасник російсько-української війни.

## Життєпис
Випускник Черкаського національного університету імені Богадана Хмельницького.

### Наукова діяльність
Історик, кандидат історичних наук. Дисертація на тему: «Військово-політична діяльність гетьмана Івана Мазепи в контексті боротьби за об'єднання українських земель (1687—1709 рр.)» зі спеціальності 07.00.01 — історія України. Тернопільський національний педагогічний університет ім. Володимира Гнатюка, 2013.

### Військова служба
Учасник війни на сході України. 19 липня 2014 року — за особисту мужність і героїзм, виявлені у захисті державного суверенітету та територіальної цілісності України, вірність військовій присязі під час російсько-української війни, відзначений — нагороджений орденом Богдана Хмельницького III ступеня.